# Hannu Kalevi Riikonen
Hannu Kalevi Riikonen, född 3 augusti 1948 i Helsingfors, är en finländsk litteraturvetare.
Riikonen blev filosofie doktor 1978. Sedan 1974 har han innehaft olika professurer i litteraturvetenskap vid universiteten i Jyväskylä, Uleåborg, Åbo och Helsingfors. År 1997 utnämndes han till professor i allmän litteraturvetenskap vid Helsingfors universitet, en befattning han pensionerades från 2016.
I sin forskning har Riikonen inriktat sig på det antika kulturarvet i litteraturen och på Pentti Saarikoskis produktion. Bland hans arbeten märks Die Antike im historischen Roman des 19. Jahrhunderts: Eine literatur- und kulturgeschichtliche Untersuchung (1978), Odysseuksen tiet romaaniin: Odysseia-aiheesta 1900-luvun romaanikirjallisuudessa (1986), Tutkielma Pentti Saarikosken myöhäistuotannosta (1992), Tutkielma Pentti Saarikosken Ruotsinkauden tuotannosta (1996) och Antiikin kirjallisuus ja sen perintö (jämte andra, 1998).
Han blev ledamot av Finska Vetenskapsakademien 2002, av Finska Vetenskaps-Societeten 2010 och av Academia Europaea 2015.

## Utmärkelser
- Riddartecknet av I klass av Finlands Vita Ros’ orden,  6 december 2003[3]

[Redigera Wikidata]